# Chemins toxiques
 (avril 2018).
Chemins toxiques (titre original : Fuzzy  Mud) est un roman de l'écrivain américain Louis Sachar, publié en France en 2016 aux éditions Gallimard Jeunesse et traduit en français par Jean-François Ménard.

## Présentation
Le roman est destiné à des lecteurs de 9 à 13 ans. Il a été sélectionné par le Prix des Incorruptibles, pour la sélection 2017-2018.

## Résumé
Tamaya  et Marshall sont amis et voisins. Chaque jour, ils vont ensemble à l'école Woodridge d'Heath Cliff en Pennsylvanie. Ce jusqu'à l'arrivée de Chad, un élève violent et provocateur qui oblige les deux amis à emprunter un raccourci dans le bois qui sépare l'école de leur maison. Ce raccourci va se révéler dangereux mais il permettra dans le même temps d'éviter une épidémie à l'échelle mondiale. 

## Personnage de l'histoire
- Tamaya Dhilwaddi est en CM2 à l'école privée de Woodridge. Elle vit seule avec sa mère, d'une nature réservée mais intelligente, la jeune fille fera preuve de courage et d'héroïsme.
- Marshall Walsh est en 5e à Woodridge, depuis l'arrivée de Chad Hilligas dans sa classe, il prend de plus en plus de distance avec Tamaya et ses autres amis. En effet, il est victime de harcèlement.
- Chad Hilligas est un nouvel élève à Woodridge, l'adolescent a été auparavant renvoyé de plusieurs collèges pour indiscipline. Ce dernier va découvrir après avoir été contaminé par une mystérieuse boue d'écume, le véritable sens de l'amitié.
- Jonathan Fitzman, est l'inventeur du biolène, une énergie propre financée et expérimentée par la ferme SunRay. Cette énergie propre est en réalité dangereuse car elle est capable de produire des micro-organismes monocellulaires à haute énergie, les ergonymes. Ceux-ci ont la capacité de se reproduire toutes les trente-six minutes.

## Thèmes abordés
Harcèlement, amitié, école, environnement et écologie, recherches et progrès scientifiques. 